# Gustav von Schlabrendorf

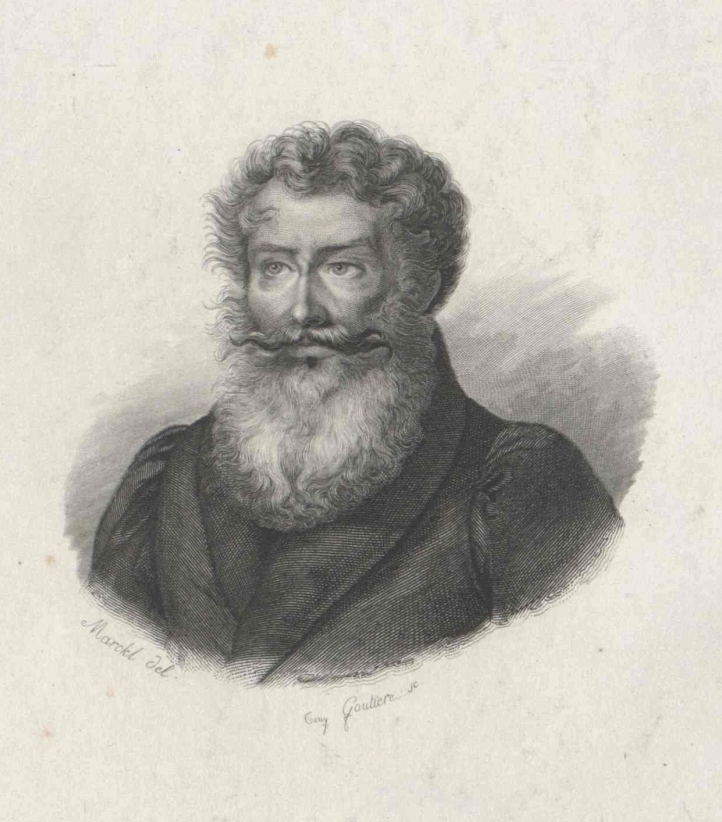
Gustav von Schlabrendorf

Gustav Graf von Schlabrendorf (* 22. März 1750 in Stettin; † 21. August 1824 in Paris), Ritter des eisernen Kreuzes, war ein Weltbürger, politischer Schriftsteller, Aufklärer, Freimaurer, Sympathisant und späterer Kritiker der Französischen Revolution. Er schrieb mehrere kritische Werke über Napoléon Bonaparte. Wegen seiner eigenartigen Lebensweise wurde er „Einsiedler von Paris“ oder „Eremita Parisiensis“ genannt.

## Leben

### Herkunft, Jugend, Studium
Gustav von Schlabrendorf gehörte dem märkischen Adelsgeschlecht von Schlabrendorf an. Er wurde 1750 als Sohn des Vizepräsidenten der pommerschen Kriegs- und Domänenkammer, Ernst Wilhelm von Schlabrendorf, in Stettin geboren. Sein Vater wurde 1755 als dirigierender preußischer Minister nach Schlesien versetzt, wo er während des gleich im darauffolgenden Jahr ausgebrochenen Siebenjährigen Kriegs an der Behauptung dieser Provinz mitwirkte. Der Sohn verlebte seine frühe Kindheit in Schlesien, das er fortan als seine eigentliche Heimat ansah, obwohl er die zweite Lebenshälfte später im selbstgewählten Exil in Paris verbrachte. Nach einer sorgfältigen häuslichen Erziehung studierte er Rechtswissenschaften an den Universitäten von Frankfurt (Oder) und Halle. Seine Studien reichten weit über die Jurisprudenz hinaus und erstreckten sich auch auf alte und neue Sprachen sowie auf ein Studium generale, das sowohl weitere Wissenschaften als auch die Kunst mit einschloss. In dieser Zeit wandte sich Schlabrendorf der Freimaurerei zu; er wurde 1777 in die Freimaurerloge Minerva zu den drei Palmen in Leipzig aufgenommen.
Mit dem Tod des Vaters 1769 erbte er ein beträchtliches Vermögen und gewann so materielle Unabhängigkeit für eine selbstbestimmte Lebensführung. Intellektuelle Neugier und Offenheit gegenüber allem Unbekannten veranlassten ihn zu Bildungsreisen durch Deutschland, die Schweiz und Frankreich. In England verbrachte er sechs Jahre, in denen er, zeitweilig in der Begleitung des Freiherrn vom Stein, dieses Land bereiste. Hier begegnete er dem aufgeklärten Philosophen Friedrich Heinrich Jacobi, mit dem ihn lebenslange Freundschaft verband. Schlabrendorf begeisterte sich für die englische Staatsverfassung.
Sein Großneffe war der österreichische Dichter Rudolf Hoyos.

### Der Einsiedler in Paris
Noch vor Beginn der Französischen Revolution fuhr Schlabrendorf erneut nach Frankreich und lebte fortan in Paris. Als Augenzeuge und Sympathisant erlebte er den Untergang des Ancien Régime und die Revolution mit. Mit vielen französischen philosophes und Revolutionären wurde er persönlich bekannt, z. B. mit Condorcet, Mercier und Brissot.
Dabei mangelte es ihm jedoch nie an der nötigen kritischen Distanz gegenüber den politischen Entwicklungen, was ihn in der Zeit der jakobinischen Terrorherrschaft verdächtig machte. Nur durch Zufall entging er der Hinrichtung durch die Guillotine: Die Anekdote will, dass er wegen eines Paares verschwundener Stiefel nicht zum Schafott gebracht und anschließend einfach vergessen wurde, da er am nächsten Tag nicht auf der Hinrichtungsliste stand. Insgesamt saß er 17 Monate in drei verschiedenen Gefängnissen. Nach dem Ende des jakobinischen Terrors zog er wieder in sein Zimmer im Hôtel des deux Siciles in der Rue Richelieu im Zentrum von Paris, das er bis zu seinem Tod bewohnen sollte.
Schlabrendorf hatte engen Kontakt mit den Deutschen in Paris, die oft aus Begeisterung für die revolutionären Ideen nach Frankreich kamen, vor allem mit Georg Forster, Johann Georg Kerner, Konrad Engelbert Oelsner und, in der kurzen Zeit bis zu dessen Hinrichtung, Adam Lux. Schlabrendorf war in diesem Kreis der Älteste, der mit Rat und materieller Unterstützung den Mittelpunkt unter den deutschen Demokraten in Paris bildete.
Bei zunehmender Sorge angesichts der Aushöhlung der revolutionären Hoffnungen betätigte sich Schlabrendorf unermüdlich durch die Förderung gemeinnütziger und humanitärer Unternehmungen. Als frommer Protestant unterstützte er eine Bibelgesellschaft und die protestantische Gemeinde, engagierte er sich für den Ausbau des Schulwesens und der Armenfürsorge. Wilhelm von Humboldt berichtet in seinem Tagebuch, dass sich Schlabrendorf von Mary Wollstonecraft, die ihn häufig im Gefängnis besucht hatte, und deren Engagement für die Frauenrechte beeindruckt zeigte. Ohne selbst namentlich als Schriftsteller in Erscheinung zu treten, äußerte er sich doch zu allen aktuellen politischen Fragen und bewährte sich als unermüdlicher Anreger und ausdauernder Gesprächspartner im Kreis seiner Freunde.
Seine Lebensführung war bei all diesen Aktivitäten jedoch die eines Exzentrikers. Die ironische Bezeichnung „'Diogenes von Paris', wie er scherzend selbst sich nannte“, kursierte auch unter seinen Freunden. Er versammelte lieber Menschen um sich, als selbst seine Wohnung und seine Bücher zu verlassen, und vernachlässigte sein Äußeres (so ließ er z. B. seinen Bart wachsen, wechselte seine Kleidung nicht bzw. trug unter seinem Mantel nichts: „Der Überrock ist gewiß noch der, den wir im vorigen Jahrhundert kannten“, konstatierte Wilhelm von Humboldt 1814). Nach Oelsner soll er sein Zimmer jahrelang nicht verlassen haben: „Einen Umstand [habe ich] außer Acht gelassen, nämlich den, daß Graf Schlabrendorff neun Jahre lang nicht von seinem Zimmer gekommen ist. Schon zu Ende 1814 fing er an einzusitzen.“ Viele Deutsche in Paris suchten seinen Rat und seine finanzielle Unterstützung. In seiner Wohnung trafen sich Politiker und Diplomaten ebenso wie Gelehrte und Künstler, Deutsche wie Franzosen. Caroline von Humboldt war über Jahre hinweg seine Geliebte und benannte ihr und Wilhelm von Humboldts 1805 geborenes Kind nach ihm Gustav. Sie bezeichnete ihn als „den menschlichsten Menschen, den ich je kannte“. Joseph von Eichendorff schrieb in seiner autobiographischen Schrift „Erlebtes“:
„So auch der berühmte Pariser Einsiedler Graf Schlabrendorf, der in seiner Klause die ganze soziale Umwälzung wie eine große Welttragödie unangefochten, betrachtend, richtend und häufig lenkend, an sich vorübergehen ließ. Denn er stand so hoch über allen Parteien, daß er Sinn und Gang der Geisterschlacht jederzeit klar überschauen konnte, ohne von ihrem wirren Lärm erreicht zu werden. Dieser prophetische Magier trat noch jugendlich vor die große Bühne, und als kaum die Katastrophe abgelaufen, war ihm der greise Bart bis an den Gürtel gewachsen.“
Seine berühmteste Publikation, deren Autorschaft er zunächst verleugnete, erschien 1804 unter dem Titel „Napoleon Bonaparte und das französische Volk unter seinem Konsulate“. Sein Biograph Karl August Varnhagen von Ense spricht davon, dass das Buch „zu seiner Zeit am trüben politischen Himmel wie ein Lichtmeteor erschien“. Das deutsche Lesepublikum (darunter Goethe, Johannes von Müller u. a.) sah sich zum ersten Mal mit einer Schrift konfrontiert, die Napoleon in seiner bedrohlichen Rolle für die demokratische Entwicklung Europas erkennen ließ. Im „Sendschreiben an Bonaparte“ (1804) kritisierte er Heuchelei, Mordlust und Grausamkeit Napoleons scharf: „Wähnst Du, Europa und Frankreich durchschauen nicht Deine pfiffige Gerechtigkeitsliebe, womit Du zu täuschen, im Grunde aber auch nur Dich und Deinen Leib zu sichern suchst? Die rohen platten Metzeleien des maroccanischen Machthabers, der nach Lust und Laune seinen Unterthanen selbst die Köpfe abhakt, ist in der That viel achtbarer, als die elende Heuchelei einer europäischen Regierung, die den schon voraus Verurtheilten, noch mit ihrem juristischen Schleim einspinnt. (...) Ei, so morde kurzweg! Es wird Dir besser frommen, als das unerträgliche Heucheln.“
Schlabrendorfs leidenschaftliche Kritik an Napoleon hätte gewiss ernstere Konsequenzen für ihn gehabt, wenn seine eigenbrötlerische Lebensführung die französischen Zensurbehörden nicht von seiner politischen Harmlosigkeit überzeugt hätte. Man nahm ihn als politischen Gegner nicht ernst, was für ihn vermutlich lebensrettend war.
So konnte Schlabrendorf ungehindert sein Vermögen z. B. für die finanzielle Unterstützung preußischer Kriegsgefangener aus den Revolutionskriegen einsetzen. 1813 reizte ihn die preußische Erhebung gegen Napoleon, sich in seine Heimat zu begeben, aber ihm wurden die nötigen Einreisepässe verweigert. Als nach 1815 die Reise nach Deutschland möglich gewesen wäre, zeigte sich jedoch, dass seine Bindungen an Frankreich und Paris stärker wirkten. Er verlegte sich mehr und mehr auf die Schriftstellerei und betrieb Sprachwissenschaft. So beschäftigte er sich mit Etymologie und arbeitete an einer allgemeinen Sprachlehre. Aber es kam nicht zur Veröffentlichung. Stattdessen lassen sich deutliche Spuren seiner Arbeiten in Veröffentlichungen von Freunden auffinden. „Auch hatte er den Bau einer Sprachmaschine[!] erdacht, welche getreu die verschiedenen Laute einer Sprache wiedergeben sollte.“
Schlabrendorf begann in seinen letzten Jahren damit, eine Sammlung von Schriften mit Bezug auf die Französische Revolution zusammenzutragen, die er ursprünglich einer preußischen Universität vermachen wollte. Da er es versäumte, seine Hinterlassenschaft eindeutig zu regeln, wurde sie nach seinem Tode versteigert und in alle Winde zerstreut. Einen bis heute ungehobener Schatz dürfte seine Korrespondenz darstellen, die er im Laufe seines Lebens mit einer Vielzahl bedeutender Persönlichkeiten seiner Zeit geführt hat.
Gustav Graf von Schlabrendorf starb fast mittellos am 21. August 1824 in der Nähe von Paris und wurde auf dem Pariser Friedhof Père-Lachaise unter großer Anteilnahme seiner Freunde beigesetzt.
Theodor Heuss beschrieb seine letzten Jahre folgendermaßen:
„Alexander von Humboldt kümmerte sich etwas um ihn, und nach dem Tode (1824) verspricht er der Schwägerin, die auch zu Schlabrendorfs Freundinnen gehörte, eine Büste zu besorgen. Aber dem Bruder schreibt er, daß der Graf ‚eigentlich im Schmutz verkommen ist‘, ‚aus Bizarrerie‘ nur Obst aß, seit drei Jahren kein Hemd mehr trug und so fort. Der Bericht ist wohlwollend, aber fast peinlich. Das Paradoxe seiner Existenz mußte den Tod überdauern. Die Bücher sollten einer deutschen Universität hinterlassen werden, aber er konnte sich nicht entscheiden, welcher, und darüber starb er. Ein Pariser Versteigerungskatalog von 1826 ist der Nachhall einer immensen Sammlertätigkeit, die frühe Drucke aller Nationen und Disziplinen umfasste. Und da er kein reguläres Testament hinterlassen, aber mancherlei Verfügungen und Zusagen gemacht hatte, gab es solange Kämpfe und Prozesse um die große Erbschaft. Die Beerdigungskosten freilich hatte aus Mangel an Barmitteln die preußische Gesandtschaft bestritten.“

## Werke
(Die fiktiven Erscheinungsorte sind mit angegeben.)
- Sendschreiben an Bonaparte. Von einem seiner ehemaligen eifrigsten Anhänger in Deutschland. Deutschland, Anfangs Juny 1804.
- Patriotenspiegel für die Deutschen in Deutschland. Ein Angebinde für Bonaparte bey seiner Kayserkrönung. Teutoburg 1804. Anonym veröffentlicht. Verfasser: Hans von Held, Hans Deutschmann (d. i. Gustav von Schlabrendorf). Digitalisat bei Google Books.
- Der Moloch unsrer Tage und sein Hohepriester in Deutschland. O.O. 1804. Anonym erschienen. Digitalisat.
- Napoleon Bonaparte wie er leibt und lebt und das französische Volk unter ihm. Aus dem Englischen. Petersburg [i.e. Hamburg] 1806. Digitalisat. Anonym veröffentlicht. Keine Übersetzung, sondern deutsches Original von Gustav von Schlabrendorf.[10]
- Der Krokodill; oder: die letzten Schicksale der Menschen und Staaten. Eine prophetisch-romantische Vision vom Verfasser des Napolion [!] Bonaparte und das französische Volk [d. i. Gustav von Schlabrendorf]. 2 Bände. London 1806. Digitalisat von Band 1, Digitalisat von Band 2.
- Napoleon Bonaparte wie er leibt und lebt, und das französische Volk unter ihm. Zweiter Theil. Petersburg [i.e. Hamburg] 1814. Digitalisat. Anonym veröffentlicht unter Mitwirkung von Johann Adam Bergk.[11]
- Carl Gustav Jochmann: Über die Sprache. Mit Schlabrendorfs Bemerkungen über Sprache und der Jochmann-Biographie von Julius Eckardt, hrsg. von Christian Johannes Wagenknecht. Vandenhoeck & Ruprecht, Göttingen 1968 [1828].
- Anti-Napoleon. Mit dem Sendschreiben an Bonaparte und einem Dossier über einen großen Verschollenen. Eichborn Verlag, Frankfurt am Main 1991, Reihe Die Andere Bibliothek.